# Läsionsstudie
Als Läsionsstudie werden in der Medizin und Neurobiologie Versuche bezeichnet, in denen die Auswirkungen von Läsionen an umschriebenen Regionen des Gehirns untersucht werden. Fällt ein bestimmtes Verhalten nach der Läsion einer solchen Region aus oder ist es gestört, so lässt sich daraus schließen, dass die lädierte Struktur an dem nun defekten Verhalten zwingend beteiligt war. Beispielsweise zeigte eine der frühesten Läsionsstudien, dass Menschen nach Läsion des Broca-Areals an einer motorischen Aphasie leiden, d. h. sie nicht mehr sprechen können, obwohl sie Sprache weiterhin gut verstehen. Zahlreiche weitere Läsuonsstudien wurden in den Bereichen Lernen, kognitive Kontrolle, Sozialverhalten und Gedächtnis durchgeführt. Läsionsstudien sind nützlich, um jene Bereiche des Gehirns zu finden, die an einer bestimmten Verhaltensweisen oder kognitiven Fähigkeiten wie Lernen, Gedächtnis, Sehen, Lesen, Rechnen, soziale Interaktion etc. zwingend mitwirken.
Läsionsstudien werden an Menschen mit Gehirnläsionen [Zitat: wieder Psychoclassics Broca] (z. B. nach Schlaganfall oder Schädel-Hirn-Trauma) und an Tieren [Zitat: wieder Passsingham] durchgeführt.
Bei Tests mit Menschen gestaltet es sich leider oft schwierig, Personen zu finden, die lediglich in dem bestimmten für die Studie interessanten Bereich des Gehirns eine Läsion erlitten haben; die Leistung einer Gruppe solcher Pesonen wird mit der Leistung einer Gruppe gesunder Personen verglichen (Vergleich zweier Gruppen).
In Tierversuchen (u. a. mit Ratten) werden den Tieren hingegen gezielt Läsionen zugefügt, um Unterschiede in Leistungen mit und ohne der bestimmten Läsion festzustellen; auch lässt sich in Tierversuchen die Leistung desselben Tieres vor Läsion mit der Leistung nach Läsion vergleichen (Vergleich innerhalb desselben Tieres).
Im Vergleich dazu zeigen Studien mit Neuroimaging (z. B. fMRI) ebenfalls Zusammenhänge zwischen Leistungen in spezifischen kognitiven Tests und diesen Leistungen zuordenbarer Aktivität in bestimmten Regionen des Gehirns. Im Unterschied zu Läsionsstudien wird in diesen Studien freilich auch Aktivität in Gehirnregionen gefunden, die zur Erfüllung der Aufgaben nützlich aber nicht zwingend notwendig ist.